# Orchestrionfabrik Weber
Die Waldkircher Orchestrionfabrik Gebr. Weber G.m.b.H. in Waldkirch (Baden) war ein Hersteller von mechanischen Musikautomaten.

## Geschichte
August Weber gründete 1883 in der elterlichen Zimmereiwerkstatt die Waldkircher Orchestrionfabrik gemeinsam mit seinem Bruder Hermann, der das Unternehmen schon nach wenigen Jahren wieder verließ. Gefertigt wurden kleinere Musikwerke mit Stiftwalzen, oftmals mit beweglichen Figuren versehen. Zudem wurden einzelne Illusions- und Visionsautomaten gefertigt. Die aufstrebende Firma wurde 1896 in eine GmbH umgewandelt und bezog bald darauf eine größere Betriebsstätte.
Nach dem Tod von August Weber führte sein Sohn Otto das Unternehmen nach dem Ersten Weltkrieg weiter. Ihm zur Seite standen für die kaufmännischen Tätigkeiten Franz Grafmüller sowie Webers Schwager Karl Jäger als technischer Leiter.
Die Orchestrien der Firma Weber, deren Fassade oft mit hinterleuchteten, bewegten Bilddarstellungen ausgestattet wurden, waren international erfolgreich, sodass das Unternehmen die Wirtschaftskrisen in den 1920er Jahren gut überstehen konnte. Dennoch bedeutete 1931 der Zahlungsausfall eines Kunden abrupt das Ende.

## Technik
Die Orchestrionfabrik Weber bemühte sich, ihre Produkte auf dem aktuellen technischen Stand zu halten. Während die ersten Orchestrien noch über Stiftwalzen und Pfeifen verfügten, war bei später gebauten Geräten das Klavier das Hauptinstrument. Die Steuerung erfolgte nun pneumatisch mit Hilfe von Faltkartons oder gelochten Notenrollen aus Papier.